# Les campanes
Les campanes (en rus Korokola, Колокола) és una simfonia coral, op. 35, composta per Serguei Rakhmàninov el 1913. La lletra prové del poema homònim d'Edgar Allan Poe, traduït amb gran llibertat al rus pel poeta simbolista Konstantín Balmont. El cant pla Dies Irae s'empra amb freqüència al llarg de l'obra. Va ser una de les dues composicions favorites de Rakhmàninov, juntament amb Les vespres, i és considerada per alguns com la seva millor obra d'estil secular coral. Rakhmàninov denominava indistintament aquesta obra com una simfonia coral i com la seva Tercera Simfonia just després de compondre-la; tanmateix, escriuria més tard la seva Tercera Simfonia purament instrumental durant els seus anys a l'exili.

## Moviments
1. Allegro ma non tanto
2. Lento
3. Presto
4. Lento Lugubre

## Origen i context
Rakhmàninov va escriure al seu amic Morozoff al desembre de 1906, preguntant quin tema seria apropiat per a una peça coral després de la seva Cantata de primavera. No va rebre cap contesta sobre la seva petició. No obstant això, mentre estava de vacances a Roma, a principis de 1907, Rakhmàninov va rebre una carta anònima juntament amb una còpia de la traducció de Les campanes realitzada per Balmont. El remitent va instar a que llegís els versos, suggerint que eren apropiats per al que volia compondre i que li semblarien especialment apropiats. Després de la mort del compositor es va poder saber la identitat del remitent que sembla haver estat Mariya Danilova, en aquell moment una jove estudiant de violoncel del Conservatori de Moscou.
Rakhmàninov no va ser l'únic compositor en sentir-se atret pels versos de Poe. El compositor anglès Joseph Holbrooke va ambientar Les campanes en el seu idioma original per a cor i orquestra. La seva peça va ser estrenada a Birmingham sota la direcció de Hans Richter el 1906. Temps enrere, a Rússia, Ostroglazoff va compondre una òpera d'un acte basada en La màscara de la Mort Vermella el 1896. Nikolai Txerepnín escriuria un ballet sobre el mateix tema el 1922. Nikolai Miaskovski va compondre el poema simfònic Mai més, basada en El corb, el 1909. Al mateix temps que Rakhmàninov componia Les campanes, el seu compatriota Mikhail Gnissen estava escrivint El cuc conqueridor per a tenor i orquestra, basat en la traducció de Balmont de Ligeia.
Les campanes estableix paral·lelismes entre el compositor i el seu antic mentor, Piotr Ilitx Txaikovski, tant l'obra com les circumstàncies de la seva composició. Casualment, Rakhmàninov va escriure la simfonia a Roma, en el mateix escriptori on Txaikovski solia compondre. La composició, en constar de quatre moviments que reflecteixen la vida des del naixement a la mort, fa suposar que el final seria un moviment lent. Per diversos motius, és homòloga a la Simfonia Patètica de Txaikovski, així com Das Lied von der Erde de Gustav Mahler. El quart moviment, amb la seva imatge del demoníac repicador de campanes, és una referència a l'escena del dormitori de La dama de piques.